# Paraleprodera triangularis
Paraleprodera triangularis là một loài bọ cánh cứng trong họ Cerambycidae.